# Niesslia antarctica
Niesslia antarctica är en lavart som först beskrevs av Speg., och fick sitt nu gällande namn av W. Gams & M.C. Clark. Niesslia antarctica ingår i släktet Niesslia och familjen Niessliaceae.   Inga underarter finns listade i Catalogue of Life.